# (53237) Simonson
(53237) Simonson ist ein Asteroid des Hauptgürtels, der am 9. Februar 1999 vom US-amerikanischen Astronomen Roy Tucker (1951–2021) am Goodricke-Pigott-Observatorium (IAU-Code 683) in Tucson in Arizona entdeckt wurde.
Der Asteroid wurde am 31. Januar 2018 nach dem US-amerikanischen Comicautor und -zeichner Walt Simonson (* 1946) benannt, der vor allem durch seine Arbeit an Thor für Marvel Comics bekannt wurde.